# أخوية الأبيض العظيم

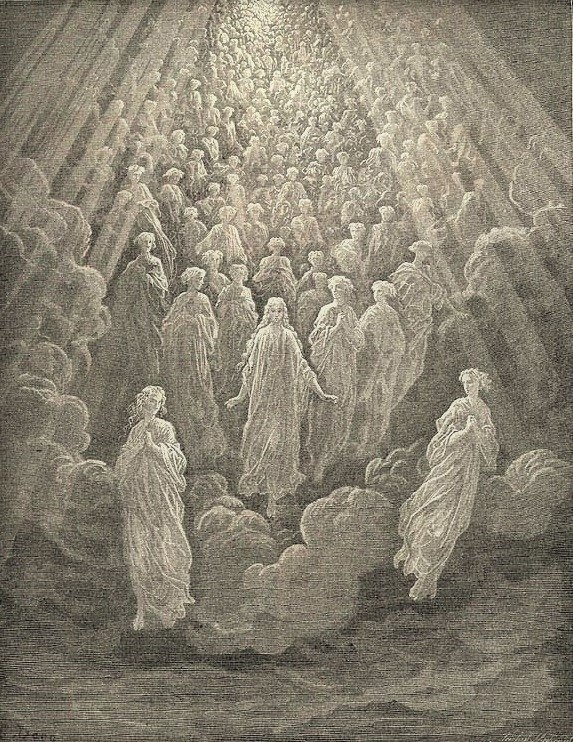
لوحة الأرواح السماوية التي رسمها غوستاف دوريه.

أخوية الأبيض العظيم أو الكبير (بالإنجليزية: The Great White Brotherhood)‏ في أنظمة المعتقدات المشابهة للثيوصوفية والعصر الجديد، يُقال أنَّهم كائنات مثالية ذات قوة عظمى تنشر التعاليم الروحية من خلال أشخاص مختارين. قد يُعرف أعضاء جماعة الأخوية باسم أسياد الحكمة القديمة، أو السادة الصاعدين، أو الكنيسة غير المرئية، أو ببساطة باسم التسلسل الهرمي. كانت هيلينا بتروفنا بلافاتسكي (الثيوصوفية) أول من تحدث عنها في الغرب، بعد أن ادعت هي وأشخاص آخرون أنهم تلقوا رسائل منهم. ومن بين هؤلاء هيلينا رويريتش، وآليستر كراولي، وأليس إيه بيلي، وجاي بالارد، وجيرالدين إنوسينتي (جسر الحرية)، وإليزابيث كلير نبي، وبوب ساندرز، وبنجامين كريم.

## روابط خارجية
- The Great White Brotherhood - website for books and messages from The Great White Brotherhood
- The Stairway To Freedom - website for The Stairway To Freedom book dictated by The Great White Brotherhood
- The Stronghold of Shambhala - An article by Nicholas Roerich